# Eugene Bird
De Amerikaan Eugene K. Bird (Lambert (Montana, Verenigde Staten), 11 maart 1926 - Berlijn, 28 oktober 2005) is vooral bekend omdat hij meer dan twintig jaar lang nazi-leider Rudolf Hess bewaakte in de Spandaugevangenis. Hij was ook lid van de Duitse organisatie Vereniging.
Eugine K. Bird werd geboren in Lambert in de Amerikaanse staat Montana en vocht tijdens de Tweede Wereldoorlog tegen de Duitsers. In 1947 werd hij de eerste Amerikaanse bewaker in de Spandaugevangenis, die door de Verenigde Staten, Frankrijk, Groot-Brittannië en de Sovjet-Unie werd gebruikt om oorlogsmisdadigers in op te sluiten. 
Hess was 21 jaar lang de enige gedetineerde; hij en Bird ontwikkelden een hechte band. In 1974 verscheen het door Bird geschreven: The Loneliest Man in the World: The Inside Story of the 30-Year Imprisonment of Rudolf Hess.
Eugene Bird (79) overleed op 28 oktober 2005 in zijn huis in Berlijn en werd op 18 november 2005 in besloten kring begraven.
Bron: GVA